# محاصره ملط
محاصرهٔ ملط، اولین رویارویی دریایی اسکندر مقدونی با شاهنشاهی هخامنشی بود. این محاصره بر ضد ساکنان شهر ملط واقع در جنوب ایونیا در کاریه صورت گرفت. شهر ملط امروزه در استان آیدین کشور ترکیه قرار دارد. ملط را یکی از سرداران اسکندر به نام نیکانور، پسر پارمنیون، در سال ۳۳۴ پیش از میلاد تسخیر کرد.